# Kensington (Maryland)
Kensington is een plaats (town) in de Amerikaanse staat Maryland, en valt bestuurlijk gezien onder Montgomery County.

## Demografie
Bij de volkstelling in 2000 werd het aantal inwoners vastgesteld op 1873.
In 2006 is het aantal inwoners door het United States Census Bureau geschat op 1920, een stijging van 47 (2,5%).

## Geografie
Volgens het United States Census Bureau beslaat de plaats een oppervlakte van
1,3 km², geheel bestaande uit land. Kensington ligt op ongeveer 91 m boven zeeniveau.

## Plaatsen in de nabije omgeving
De onderstaande figuur toont nabijgelegen plaatsen in een straal van 4 km rond Kensington.

## Geboren
- Ethan White (1991), voetballer